# Pancreatitis
La pancreatitis es la inflamación del páncreas. Ocurre cuando las enzimas pancreáticas (especialmente la tripsina), que digieren la comida, se activan en el páncreas en lugar de hacerlo en el intestino delgado. La inflamación puede ser súbita (aguda) o progresiva (crónica). La pancreatitis aguda generalmente implica un solo «ataque», después del cual el páncreas regresa a su estado normal. La pancreatitis aguda severa puede comprometer la vida del paciente. En la pancreatitis crónica, se produce un daño permanente del páncreas y de su función, lo que suele conducir a la fibrosis (cicatrización).

## Tipos
- Aguda: inflamación aguda del páncreas. Sus causas más frecuentes son cálculos procedentes de la vesícula (colelitiasis) con un 38 %,[2] y el alcohol (en general, consumo muy elevado de alcohol de forma continuada) con un 36 %,[2] aunque también la ingesta abundante de grasas contribuye a su aparición. El síntoma principal es de dolor abdominal epigástrico (es decir en la zona central superior del abdomen) que puede irradiarse a espalda por los costados (en cinturón). En un 80 % de los casos la enfermedad tiene un curso leve, recuperándose el paciente totalmente en 2 o 3 días. En un 20 % la evolución es grave, pudiendo ocasionar hipotensión, fallo respiratorio, fallo renal, necrosis de páncreas (parte de la glándula muere, y puede posteriormente infectarse) y/o pseudoquistarse (bolsas de líquido dentro del abdomen). La mortalidad global de la pancreatitis aguda es del 4 al 8 %. El tratamiento consiste en fármacos para el dolor, ayuno absoluto, fluidos intravenosos, y en casos graves, antibióticos (para impedir la infección de la necrosis pancreática) y nutrición por sonda nasoyeyunal (tubo de alimentación que descarga el alimento en el yeyuno, dentro del intestino delgado) o intravenoso por vía central. Una vez superado el episodio, si era debido a colelitiasis, debe extirparse la vesícula por cirugía.

- Crónica: inflamación crónica del páncreas caracterizada por fibrosis (tejido cicatrizal) y en ocasiones calcificaciones (cúmulos de calcio, visibles en pruebas de imagen como la radiografía o el escáner). Produce dolor abdominal (crónico o en ataques agudos repetidos), diabetes (por pérdida de la producción de insulina) y pérdida de grasa por las heces (por pérdida de la lipasa, proteína que digiere las grasas).

## Causas
El 80 % de las pancreatitis es causado por cálculos biliares e ingesta de alcohol. Los cálculos biliares son la causa más común de pancreatitis aguda. El alcohol es la etiología más común de pancreatitis crónica.
Causas más frecuentes o comunes de pancreatitis
- Cálculos biliares que bloquean el conducto pancreático. La más frecuente en países con alta tasa de litiasis biliar.
- La ingesta abundante y copiosa de grasas.
- Abuso de alcohol, que ocasiona el bloqueo de los conductillos pancreáticos pequeños.
- El exceso de peso u obesidad.

Otras causas de la pancreatitis
- Trauma abdominal o cirugía.
- Post CPRE.
- Insuficiencia renal.
- Hipercalcemia.
- Enfermedades autoinmunitarias como el lupus.
- Fibrosis quística.
- Presencia de un tumor.
- Picadura de avispas, abejas africanas y escorpión.
- Algunos medicamentos: corticosteroides como prednisolona, isoniacida, diuréticos como furosemida y clorotiazida, fármacos para el VIH como didanosina y pentamidina, el anticonvulsivo ácido valproico, agentes quimioterápicos como L-asparaginasa y aziatoprina y antihistamínicos.

### Causas infecciosas
Un buen número de agentes infecciosos han sido reconocidos como causas de la pancreatitis:
- Virus
  - Coxsackie virus
  - Citomegalovirus
  - Hepatitis A
  - Hepatitis B
  - Herpes simplex virus
  - Parotiditis
  - Virus varicela-zóster
  - Paramyxo virus (paperas)
- Bacterias
  - Legionella
  - Leptospira
  - Mycoplasma
  - Salmonella
- Hongos
  - Aspergillus
- Parásitos
  - Ascaris
  - Cryptosporidium
  - Toxoplasma

## Síntomas y signos
Señales de pancreatitis aguda:
- Dolor abdominal superior
- Dolor abdominal que se irradia hacia la espalda
- Dolor abdominal que se siente peor después de comer
- Dolor en forma de cinturón
- Náuseas
- Vómitos
- Sensibilidad al tocar el abdomen

Señales de pancreatitis crónica:
- Dolor abdominal superior
- Indigestión
- Bajar de peso sin intentarlo
- Heces aceitosas y de olor desagradable (esteatorrea)

Puede observarse algunas veces color amarillo de la piel y ojos (ictericia).
En muchos casos la pancreatitis crónica puede derivar en diabetes al afectar los islotes de Langerhans.

## Diagnóstico
Además del examen físico y la historia médica completa, los procedimientos de diagnóstico para la pancreatitis pueden incluir los siguientes:
Radiografía abdominal: un examen diagnóstico que utiliza rayos invisibles de energía electromagnética para producir imágenes de los tejidos internos, los huesos y los órganos en una placa.
Exámenes de sangre: para determinar el aumento de enzimas propias del páncreas como la amilasa y la lipasa.
Ecografía: una técnica de diagnóstico de imágenes que usa ondas sonoras de alta frecuencia para crear una imagen de los órganos internos. Las ecografías se usan para visualizar los órganos internos del abdomen como hígado, bazo y riñones, y para evaluar el flujo sanguíneo de varios vasos.
Colangiopancreatografía endoscópica retrógrada (CPRE): un procedimiento que le permite al médico diagnosticar y tratar problemas de hígado, vesícula biliar, conductos biliares y el páncreas. El procedimiento combina rayos X y el uso de un endoscopio, un tubo con luz, largo y flexible. El endoscopio se introduce por la boca y la garganta del paciente, y luego a través del esófago, el estómago y el duodeno. El médico puede examinar el interior de estos órganos y detectar cualquier anomalía. Luego se pasa un tubo a través del endoscopio y se inyecta un medio de contraste que permite que los órganos internos aparezcan en una placa de rayos X.
Tomografía axial computarizada (TAC): este procedimiento de diagnóstico por imagen utiliza una combinación de tecnologías de rayos X y computadoras para obtener imágenes transversales (a menudo llamadas «rebanadas») del cuerpo, tanto horizontales como verticales. Una TAC muestra imágenes detalladas de cualquier parte del cuerpo, incluidos los huesos, los músculos, la grasa y los órganos. La TAC muestra más detalles que los rayos X regulares.

## Tratamiento
La pancreatitis aguda es autolimitante, lo que significa que normalmente se resuelve sola con el tiempo. Hasta el 90 por ciento de los individuos se recuperan de la pancreatitis aguda sin complicaciones. La pancreatitis crónica también puede ser autolimitante, pero puede resolverse después de varios ataques y con un mayor riesgo de desarrollar problemas a largo plazo como diabetes, dolor crónico, diarrea, ascitis, cirrosis biliar, obstrucción del conducto biliar o cáncer pancreático.
El tratamiento es de apoyo y depende de la gravedad.

### Pancreatitis aguda
La activación de las enzimas pancreáticas y la liberación de citokinas inflamatorias, daña los vasos sanguíneos y una gran cantidad de líquido pasa al espacio intersticial (tercer espacio). Esta extravasación de fluido lleva a una disminución efectiva del volumen circulante, necrosis pancreática local, inestabilidad hemodinámica y falla final del órgano.
Es una urgencia médica, y el tratamiento consiste en:
- Ayuno absoluto y aspiración del contenido del estómago con una sonda.

Esto se debe a que la ingesta de líquido o alimentos, incrementa la secreción y activación de enzimas pancreáticas, que es lo que se trata de evitar. La descompresión gástrica mediante el uso de la sonda ayuda a controlar el dolor.
- Tratamiento del dolor con analgésicos potentes del tipo narcótico.

La meperidina es el fármaco de elección La morfina no debería ser usada ya que incrementa la presión en el tracto bilio-pancreático y provoca el espasmo completo y permanente del esfínter de Oddi.
El dolor primario es producido por la estimulación de las terminaciones nerviosas en los conductos lobulillares pancreáticos y en el plexo solar por la importante distensión en la cámara gástrica. El dolor secundario debido al aumento de la presión ductal es lo que aqueja más a los pacientes y les produce una agonía incapacitante. La sonda de Levin y el uso adecuado de fluidos disminuyen el dolor y la ansiedad. Se ha descrito el uso de lavado peritoneal con soluciones isotónicas para remover las enzimas proteolíticas que ayudan a disminuir el dolor y evitar las complicaciones.
- Reposición intravenosa de líquidos y sales (sueros).

Los fluidos deben ser agresiva y tempranamente repuestos para balancear la pérdida masiva de fluidos al tercer espacio que ocurre en la fase inflamatoria temprana. La depleción de volumen intravascular puede desarrollarse rápidamente y resultar en taquicardia, hipotensión, y falla renal.
- Tratamiento precoz de todas las posibles complicaciones.
- Si no hay mejoría en las primeras horas o días, suele ser necesario el traslado a una Unidad de Cuidados Intensivos (UCI).

### Pancreatitis crónica
El diagnóstico se realiza por los antecedentes de alcoholismo y/o episodios repetidos de pancreatitis aguda. La insuficiencia endocrina (insulina), exocrina (enzimas pancreáticas) y el dolor intenso que no cede, orientan la sospecha. El estudio más importante es la colangio-pancreatografía retrógrada transendoscópica (CPRT).
Los episodios de exacerbación de una pancreatitis crónica se tratan igual que la pancreatitis aguda. Lo principal es suprimir el dolor, al principio se administran paracetamol o AINEs como ibuprofeno, tratando de no dar drogas narcóticas para evitar la adicción. Todavía no se comprende bien la etiología del dolor en las pancreatitis.
La principal indicación de cirugía para la pancreatitis crónica es el dolor.
Se indica dieta baja en grasas e hidratos de carbono, terapia sustitutiva de insulina y enzimas digestivas pancreáticas. Como al disminuir la secreción gástrica las enzimas como la tripsina y pancreozimina mejoran su acción, se suele administrar al paciente un inhibidor de la bomba de protones (tipo omeprazol, pantoprazol) y bloqueadores H2 de la histamina (ranitidina). Posteriormente, es imprescindible abandonar para siempre el alcohol. Puede ser necesario el tratamiento del dolor crónico con analgésicos, antiácidos y/o enzimas pancreáticas.

### Pancreatitis complicada
Las complicaciones como el pseudoquiste o la infección secundaria suelen requerir cirugía. El desarrollo de un absceso pancreático es una indicación para drenaje percutáneo o quirúrgico mediante una laparotomía con abdomen abierto, y lavados peritoneales programados. La marsupialización consiste en dejar el páncreas exteriorizado.

## Tratamiento ampliado
El diagnóstico para efectuar el tratamiento específico para la pancreatitis será determinado por su médico basándose en lo siguiente:
- Edad, estado general de salud y su historia médica.
- Progresión y evolución de la enfermedad.
- Tolerancia a determinados medicamentos, procedimientos o terapias.
- Expectativas para la trayectoria de la enfermedad.
- Opinión o preferencia.

El objetivo general del tratamiento para la pancreatitis es permitir el descanso del páncreas para que pueda recuperarse de la inflamación.
El tratamiento puede incluir lo siguiente:
- Hospitalización para observación y alimentación intravenosa (su sigla en inglés es IV).
- Cirugía.
- Antibióticos.
- Evitar el alcohol (si la pancreatitis es causada por el abuso del alcohol).
- Control del dolor.
- Exámenes de sangre frecuentes (para monitorizar los electrólitos y la función renal).
- Eliminación de la alimentación por boca durante varios días.
- Reposo en cama o actividad leve solamente.
- Colocación de un tubo nasogástrico (el tubo se inserta por la nariz y termina en el estómago).

Los pacientes con pancreatitis crónica también pueden requerir:
- Suplementos enzimáticos para facilitar la digestión del alimento.
- Insulina (si se desarrolla diabetes).
- Pequeñas porciones de alimento con alto contenido proteico.
- Medicamentos (por ejemplo, bloqueadores H2) para disminuir la producción de ácido gástrico en el estómago.

## Pronóstico
La pancreatitis aguda grave tiene altas tasas de mortalidad, especialmente cuando la necrosis del páncreas ha ocurrido. Varios sistemas de score o puntuación se utilizan para predecir la severidad de un ataque de pancreatitis; cada uno de ellos combina datos demográficos y de laboratorio para estimar la severidad y la probabilidad de muerte. Ejemplos de estos son APACHE II, criterio de Ranson
 y Glasgow.
Su uso es habitual en las unidades de cuidados intensivos (UCI) o Unidades de Terapia Intensiva (UTI) y poco frecuente fuera de ellas. Apache II se confecciona al ingreso o al finalizar el día de admisión, no brinda información dinámica. Glasgow and Ranson son simples pero requieren más de 48 h para su confección.
La gravedad de la pancreatitis puede ser evaluada por alguno de los siguientes datos:
- APACHE II score ≥ 8
- Fallo de un órgano
- Necrosis pancreática sustancial (al menos 30 % de necrosis glandular de acuerdo a Tomografía Computada con contraste)

El Criterio de Atlanta define pancreatitis aguda severa con uno o más de los siguientes factores:

- Un score de Ranson de 3 o más durante las primeras 48 horas
- Un score APACHE II de 8 o mayor en cualquier momento
- Fallo de uno o más órganos
- Una o más complicaciones locales (ej.: necrosis, pseudoquistes, abscesos)

BISAP, un nuevo sistema de scoring de cinco puntos, fue recientemente validado de forma prospectiva. “BISAP” es un acrónimo (sigla) de las iniciales en inglés de los cinco marcadores en los que está basado, cada uno de los cuales ha mostrado predecir enfermedad grave en pancreatitis aguda:
- Blood urea nitrogen level (BUN / uremia) > 25 mg/dL.
- Impaired mental status (alteración del estado mental).
- SIRS (síndrome de respuesta inflamatoria sistémica).
- Age (edad) > 60 años.
- Pleural effusion (derrame pleural).

La presencia de tres o más de estos factores se correlaciona con mayor riesgo de muerte, fallo orgánico y necrosis pancreática. Comparado con APACHE II, BISAP tiene precisión similar y es más fácil de calcular. También, BISAP fue específicamente desarrollado para pancreatitis aguda, mientras que APACHE II es un sistema de puntuación genérico (score) para todos los pacientes en estado crítico.